# Polystachya rolfeana
Espèce
Polystachya rolfeana est une espèce de plante épiphyte de la famille des Orchidaceae. et du genre Polystachya, selon la classification phylogénétique. 
Son épithète spécifique rolfeana rend hommage à Robert Allen Rolfe, botaniste britannique spécialiste des orchidées.

## Description
Elle est une plante endémique du Cameroun. 